# Магомадов, Лечи Добачевич
Ле́чи (Ле́ча) Доба́чевич Магома́дов (3 сентября 1938, Шалажи, Чечено-Ингушская АССР — 25 января 2005, Мекка) — чеченский политический деятель, бывший второй секретарь Чечено-Ингушского обкома КПСС, депутат Верховного Совета СССР, руководитель Комитета Национального Согласия ЧР (1995-1996 годы), возглавлял региональные отделения партий «Единство» и «Единая Россия».

## Биография
Родился в посёлке Шалажи Урус-Мартановского района Чечено-Ингушской АССР.
Окончил механический факультет Грозненского нефтяного института имени академика М. Д. Миллионщикова, после чего работал мастером на стройке.
Перейдя на партийную работу, дошёл до поста второго секретаря Чечено-Ингушского обкома КПСС.
В 1989—1991 годах был народным депутатом СССР от Урус-Мартановского национально-территориального избирательного округа № 677 Чечено-Ингушской АССР.
В сентябре 1991 года на съезде Общенационального конгресса чеченского народа избран председателем временного республиканского комитета по разработке законов государственного устройства Чечено-Ингушетии. В ноябре 1991 года покинул пост, отказавшись подписывать закон, отделяющий Чечню от Ингушетии.
В 1993 году перешёл в оппозицию Джохару Дудаеву, согласившись стать заместителем председателя Временного Совета Чеченской республики (ВСЧР) Умара Автурханова.
В мае 1995 года возглавлял делегацию сторонников Автурханова на переговорах с представителями Дудаева.
24 октября 1995 года избран председателем Комитета Национального Согласия ЧР (одновременно с утверждением Доку Завгаева премьер-министром республики).
6 января 1996 года заявил, что комитет национального согласия отказывается от властных функций, поскольку не должен дублировать функции воссозданного в ноябре 1995 года бывшего Верховного Совета упраздненной ЧИАССР.
После подписания Хасавюртовских соглащений, когда всем пророссийским чеченским политикам пришлось уехать из республики, Магомадов оставался в своем родном селении Шалажи и власти Ичкерии даже предлагали ему избраться в парламент. Однако сотрудничать с режимом «независимой Ичкерии» Магомадов не стал.
Весной 2000 года возглавил региональное отделение «Единства». В августе 2000 года баллотировался в Госдуму РФ от Чечни. Набрав 9 % голосов, проиграл Асланбеку Аслаханову.
Весной 2002 года избран лидером регионального отделения «Единой России» (где постепенно уступил лидерство Халиду Ямадаеву, соратнику Ахмата Кадырова).
С 6 декабря 2002 года — замглавы отделения «Единой России» в Чеченской республике Франца Клинцевича.
25 января 2005 года, находясь в должности заместителя секретаря политсовета чеченского отделения партии «Единая Россия», умер во время хаджа в Мекку.
Газета «Коммерсант» привела рассказ депутата Госдумы РФ Халида Ямадаева, сопровождавшего Лечу Магомадова в поездке, о похоронах, которые прошли в соответствии с принятыми в Мекке традициями:
Его тело дважды омыли в святом источнике рядом с Каабой. Присутствовавшие здесь со всего света паломники, а их были сотни тысяч, совершили над покойным погребальный намаз и похоронили на специальном кладбище, отведённом для умерших во время хаджа.

## Память
Именем Магомадова названы улицы в Шалажах и Грозном.